# Dincolo de pod
Dincolo de pod este un film românesc din 1976 regizat de Mircea Veroiu, ecranizare a romanului Mara, de Ioan Slavici. Rolurile principale au fost interpretate de actorii Leopoldina Bălănuță, Maria Ploae și Mircea Albulescu.

## Distribuție
Distribuția filmului este alcătuită din:
- Leopoldina Bălănuță — negustoreasa Mara
- Maria Ploae — Persida, fiica Marei
- Mircea Albulescu — meșterul măcelar Hüber
- Andrei Finți — Hans, fiul meșterului Hüber
- Irina Petrescu — maica Aegidia
- Ion Caramitru — preotul Codreanu
- Florina Cercel — Marta, soția meșterului Bocioacă
- Ovidiu Iuliu Moldovan — revoluționarul român Iuliu Burdea
- Petre Gheorghiu — meșterul cojocar Bocioacă
- Florin Zamfirescu — Trică, fiul Marei și fratele Persidei
- Monica Ghiuță — podărița
- Jean Reder — Liubiceck, partenerul de afaceri al Marei
- Cristian Schober
- Alexandru Manea
- Adrian Georgescu
- Constantin Sasu
- Simion Hetea
- Victoria Gheorghiu
- Vera Varzopov — vivandiera
- Carmen Dinu
- Maria Dumitrașcu
- Dorin Ganea
- Aurel Grușevschi — tânărul călăreț revoluționar
- Petre Gheorghiu-Goe — militar austriac
- Dumitru Honciuc
- Vasile Florescu
- Victor Ianculescu
- Dorin Liviu Zaharia

## Primire
Filmul a fost vizionat de 1.499.210 spectatori în cinematografele din România, după cum atestă o situație a numărului de spectatori înregistrat de filmele românești de la data premierei și până la data de 31 decembrie 2014 alcătuită de Centrul Național al Cinematografiei.